# Herzogenbuchsee
Herzogenbuchsee est une commune suisse du canton de Berne, située dans l'arrondissement administratif de Haute-Argovie.

## Histoire
Il y a dix mille ans, la région a été colonisée autour des lacs d'Inkwil et de Burgäschi. Des fondations des édifices romains de la période de 200 apr. J.-C. ont été découvertes à différents endroits autour de l'actuelle église réformée. La première mention du nom de puhsa (qui se dit Buchsa, du latin buxum, ce qui signifie « buis »), date de l'an 886 dans les écrits du monastère de Saint-Gall.

Photo aérienne par Walter Mittelholzer (1919)

Le village appartenait à diverses divisions du grand Empire carolingien. Dès l'an 920, la région a été occupée par Rodolphe II de Bourgogne et, dès 1033, la région a été occupée dans le cadre de l'empire bourguignon, Empire allemand. Dans les siècles suivants Herzogenbuchsee a été sous le contrôle de la région Bourgogne représentée par les Zähringen, puis sous les Kybourg, ancienne souveraineté Bernoise style architectural au sein de la Confédération suisse. Le nom « Herzogenbuchze » est publié pour la première fois en 1301 dans un document. Il semble qu'il ait été présenté pour distinguer Münchenbuchsee et a ensuite été basé sur le contrôle du village engagé dans la noble maison de Kyburg.

## Monuments et curiosités
- L'église réformée Saint-Pierre a été construite en 1728 par Johann Jakob Dünz avec la réutilisation d'éléments gothiques. Le bâtiment est situé au-dessus d'une villa romaine. L'intérieur est décoré entre autres de vingt vitres armoiriées datant de 1728-29 et d'une chaire en bois Biedermeier[3].
- L'ancien grenier à céréales remonte à 1581-82. Il est fait d'une construction en pierres de taille à trois étages avec un toit en croupe à pans et lucarnes[3].
- Dans l'auberge Zum Kreuz se tient le musée local qui regroupe divers objets provenant d'un site à palaffites du lac de Burgäschi[3].

## Personnalité liée à la commune
- Maria Waser (1878-1939), écrivain.